# Brigantijn

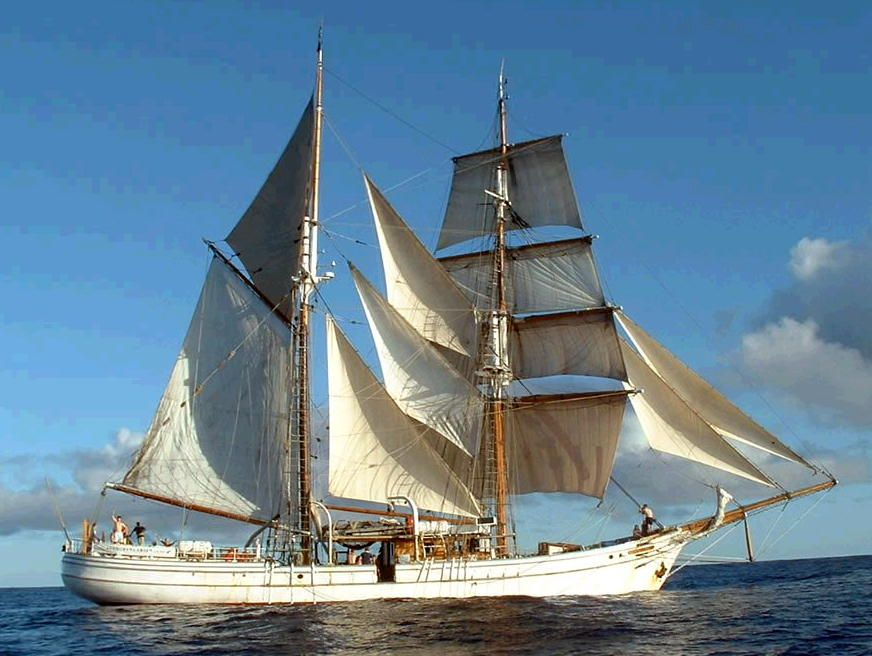
De brigantijn Søren Larsen.

Een brigantijn (ook wel schoenerbrik genoemd) is een zeilschip met twee masten. Zoals de naam schoenerbrik al doet vermoeden, is de brigantijn afgeleid van de brik. Bij de brigantijn is alleen de voorste mast vierkant getuigd. De achterste mast is gaffelgetuigd (schoenergetuigd), en voert bovenin nog een of twee razeilen.
De naam is afkomstig van een Italiaans roofschip, de bergantin of bargantin, een kleine galei van de Middellandse Zee, maar reeds in de 13e eeuw ook in gebruik bij de Portugezen, Spanjaarden, Turken en Fransen. Deze laatsten spraken van brigantin.

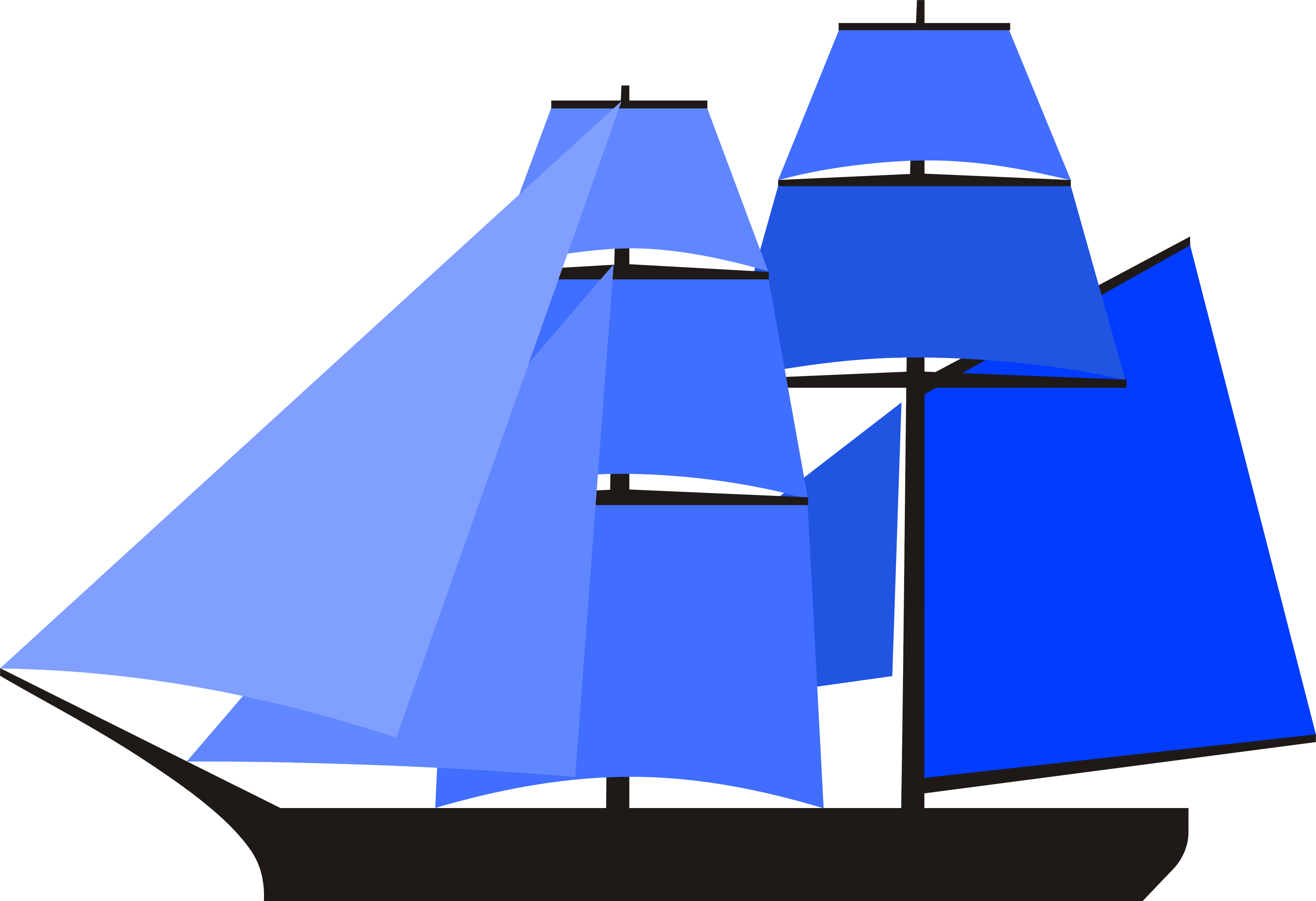
Brigantijn

De brigantijn zoals wij hem kennen ontstond pas aan het begin van de 18e eeuw en had oorspronkelijk een ronde boeg en vallende spiegel. Het voorschip werd gaandeweg scherper en de latere brigantijn kreeg zelfs een klippersteven en een overhangend achterschip. Het zeilplan bleef min of meer hetzelfde, maar de razeilen aan de grote mast verdwenen; het werd een schoenerbrik.

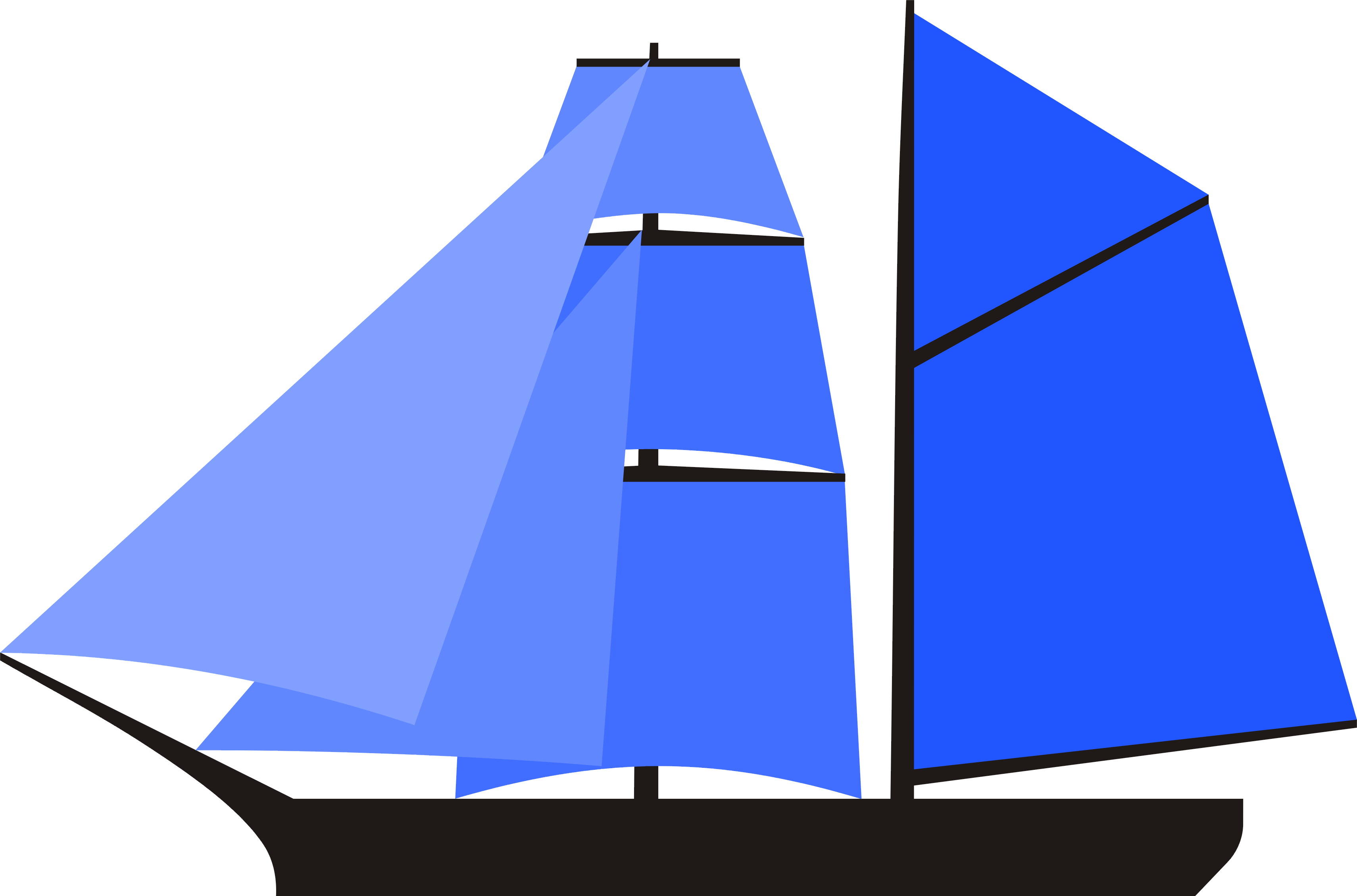
Schoenerbrik of Hermaphrodietbrik

De brigantijn werd in het verleden veelvuldig ingezet door smokkelaars en piraten. Zij waardeerden het schip vanwege zijn wendbaarheid en goede vaareigenschappen op aandewindse koersen. Het is dan ook niet verwonderlijk dat de marine en de kustwacht die deze schepen achterna zaten, al snel hun eigen brigantijnen in de vaart brachten.
Vandaag de dag varen er nog verschillende brigantijnen rond, meestal als zeilend passagiersschip voor dagtochten en kleine cruises. De brigantijn 'Nave Italia', in 1993 in de vaart gekomen als 'Swan Fan Makkum', is de grootste brigantijn ter wereld. Het van oorsprong Nederlandse schip werd in februari 2007 aan een Italiaanse organisatie verkocht.